# 津曲海七斗
津曲 海七斗（つまがり みなと、1994年〈平成6年〉2月20日 - ）は、日本の俳優。東京都出身。青年劇場所属。

## 来歴
東京都出身。2018年、秋田雨雀・土方与志記念青年劇場付属養成所卒業、同年入団。秋田雨雀・土方与志記念青年劇場所属。

## 舞台
- 「宣伝」- 高田保＝作　大谷賢治郎＝演出（俳優、魚屋、部下）
- 「もう一人のヒト」- 飯沢匡＝作　藤井ごう＝演出（市役所吏員）
- 「あの夏の絵」- 福山啓子＝作・演出（飯島篤人）